# Sly 2 : Association de voleurs
 (juin 2015).
Si vous disposez d'ouvrages ou d'articles de référence ou si vous connaissez des sites web de qualité traitant du thème abordé ici, merci de compléter l'article en donnant les références utiles à sa vérifiabilité et en les liant à la section « Notes et références ».
Sly 2 : Association de voleurs (Sly 2 : Band of Thieves) est un jeu vidéo de plates-formes développé par Sucker Punch Productions et édité par Sony Computer Entertainment en 2004 sur PlayStation 2. Il s'agit du deuxième volet de la série Sly.
En 2010, le jeu a été remastérisé en haute définition et porté dans une compilation disponible sur PlayStation 3 puis en 2014 sur PlayStation Vita : The Sly Trilogy.

## Scénario
Deux ans après avoir triomphé des Cinq Maléfiques et récupéré toutes les pages du Volus Ratonus, Sly Cooper et ses deux amis Bentley et Murray se rendent au Musée du Caire où devaient être exposés les morceaux du hibou-machine nommé « Clockwerk » qui était la tête pensante des Cinq Maléfiques. Mais lorsque Sly arrive là où les morceaux devaient être, leurs emplacements sont vides. Et pour comble de malheur, il tombe sur l'inspecteur Carmelita Montoya Fox qui accuse le gang de Cooper d'en être responsable. Toutefois, ce n'est pas l'avis du sergent Neyla qui affirme que ce vol est l'œuvre du gang de Klaww.
Le gang de Cooper échappe à l'inspecteur Carmelita Fox. Sly Cooper et ses amis décident alors de faire tout leur possible pour retrouver les morceaux de Clockwerk et les détruire. Ils seront aidés secrètement par le sergent Neyla, qui les trahira pendant l'aventure.
Un long périple autour du monde commence, de Paris à l'Inde en passant par la République tchèque (Prague) et le Canada. Le gang de Cooper mettra au jour un vaste complot ayant pour but de produire et transporter une épice illégale, faisant des ravages parmi la population. 
Le Sergent Neyla trahira Sly et un membre du gang de Klaww pour voler les morceaux de Clockwerk et devenir Clockeyla.
Elle entrera alors dans le corps de Clockwerk et son âme contrôlera totalement le corps du robot. Le clan Cooper devra s'allier à Carmelita pour la détruire. Une fois vaincue, le corps de Clockeyla commencera à tomber en ruine et s'écrasera violemment sur Paris. Pour être sûr qu'elle ne revive plus, Bentley tentera de faire exploser la carte mère présente dans son bec, ce qui provoquera la chute de celui-ci, cassant les jambes de Bentley. L'inspecteur Carmelita Fox détruira finalement la carte mère, faisant se désagréger les morceaux de Clockwerk
Peu après la défaite du gang de Klaww et la mise hors d'état de nuire définitive de Clockwerk et du Sergent Neyla, l'inspecteur Fox essayera (une fois encore) d'arrêter le gang de Cooper. Sly se rendra en échange de la liberté de ses deux amis, Bentley et Murray. Mais, grâce à un habile stratagème mis au point par ces derniers, il échappera (une fois de plus) à son adversaire de longue date.

## Système de jeu
À l’image de son prédécesseur, Sly 2 est un jeu de plateforme à la troisième personne utilisant la technique graphique du cel-shading, permettant un rendu façon cartoon.
L’univers de jeu est découpé en 8 environnements ouverts (des villes, les ruines d’un temple, une vallée neigeuse, …) dans lesquels le jouer a le choix entre plusieurs missions (selon les personnages). À la différence du premier épisode, le joueur possède une cachette (en général une maison ou une cabane) depuis laquelle il peut changer de personnage ou échanger les objets volés aux ennemis sur VoleurNet contre de nouvelles aptitudes au combat ou de nouveaux équipements.
La progression est moins classique que dans Sly 1 et emprunte un peu au système de jeu en monde ouvert. Dans celui-ci il fallait venir à bout de chaque niveau, de manière linéaire, afin de récupérer une clé, le ramassage de toutes les clés permettant d’affronter un boss. Dans Sly 2, les missions sont plus variées et ne se limitent pas à l’accomplissement successif des niveaux de plateforme. Les objectifs à remplir sont ainsi dignes d’un film d’espionnage (détruire des objets, prendre des photos de reconnaissance, voler des plans, placer un mouchard, éliminer des ennemis, créer une diversion, …). L'aboutissement final étant de récupérer les morceaux de Clockwerk (généralement en battant un boss).
Sly conserve une partie des aptitudes acquises dans le premier épisode au fur et à mesure de la découverte des pages du Volus Ratonus (sauter sur une pointe, marcher et glisser sur une liane, …) ainsi que des facultés inédites, comme voler dans le dos des ennemis avec sa serpe. Il pourra acquérir d’autres compétences au fur et à mesure, soit en les achetant, soit en les dérobant dans des coffres cachés.
Du point de vue de la santé, le jeu a abandonné le système de vies  à collecter et de « fers à cheval », ces portes- bonheur permettant au jouer de se faire toucher une ou deux fois avant de mourir, au profit d’une barre de vie. Celle-ci peut être régénérée par des trousses de soins récupérées dans les niveaux. Les vies sont désormais infinies et le personnage réapparait au début de la mission en cas de défaite.
Le jeu possède également une barre spéciale qui permet d’utiliser les mouvements en nombre limité.
Le jeu conserve une quête annexe déjà présente dans Sly Cooper, à savoir la collecte de bouteilles contenant des indices. Chaque épisode contient 30 bouteilles disséminées un peu partout. La collecte de l’ensemble des indices d’un niveau permet d’ouvrir un coffre-fort et de gagner une technique supplémentaire.
Sly peut désormais faire les poches des gardes effectuant des rondes dans les niveaux. Au fur et à mesure de l’aventure, les gardes porteront sur eux des objets de plus forte valeur qui pourront être échangés contre des équipements ou de nouvelles techniques.
Deux objets sont obligatoires à acheter : le paraglisseur (à partir de l'épisode 5) et le gadget réveil (à partir de l'épisode 7).

### Déroulement des missions
Les missions se déroulent généralement en trois phases :
- Dans un premier temps une mission de reconnaissance permet à Sly de prendre connaissance de son environnement, du morceau de Clockwerk à récupérer et de récupérer des informations sur ses ennemis.
- Plusieurs missions intermédiaires permettent aux 3 protagonistes de mettre au point les différents plans d’action mis au point par Bentley.
- Enfin, la mission finale ayant pour but la récupération d’un des morceaux de Clockwerk. Cette mission fait souvent participer les trois membres du gang successivement, en utilisant leurs caractéristiques spécifiques : agilité et discrétion pour Sly, force et combat pour Murray, piratage informatique et explosion pour Bentley .

Elle se termine parfois par un combat avec un boss, un des membres du gang de Klaww.

## Le gang de Klaww et les morceaux de Clockwerk
Après la défaite de Clockwerk, dans le premier épisode, les membres du gang de Klaww ont récupéré les morceaux de Clockwerk éparpillés dans le monde (certains se trouvant dans des musées, à l'instar de celui du Caire). Les morceaux de cette machine-hibou, symbole de puissance et d'éternité, permettent à ces malfaiteurs de mener à bien leur entreprise criminelle et d'asseoir leur pouvoir dans la zone qu'ils contrôlent. Le gang de Klaww est au cœur d'un vaste complot ayant pour but le financement, la production et la diffusion de l’Épice, une substance hallucinogène illégale qui fait des ravages chez les jeunes.

### Dimitri Lousteau
Antagoniste principal de l'épisode 1.
Iguane au look trop avant-gardiste et artiste refoulé, c’est un des chefs du gang de Klaww ayant élu domicile à Paris. Son rejet par les milieux artistiques a fait naître en lui un gout prononcé pour la falsification, Dimitri aime alors créer de fausses œuvres d’art. Devenu faux-monnayeur pour le compte du gang de Klaww, celui-ci se sert des plumes de Clockwerk, réputées indestructibles, afin de les utiliser dans une machine à fabriquer de faux billets. Dimitri se sert de son activité de dirigeant de boites de nuit comme couverture pour diffuser des quantités importantes d'Épice dans ses discothèques.

### Rajan
Antagoniste principal des épisodes 2 et 3.
Rajan est un tigre, chef local du gang de Klaww en Inde. Autodidacte, il grandit dans la misère à Calcutta et démarra ses activités illégales de ventes d'épices, lui permettant d'intégrer le gang de Klaww. Il règne en maitre sur une petite cité surplombée par un palais dans lequel il donne de somptueuses réceptions. Comme signe de sa puissance, les ailes de Clockwerk surplombent la salle de bal. Après le vol de celles-ci par le gang de Cooper, Rajan part se réfugier au beau milieu de la jungle, dans un temple en ruines que lui et ses sbires ont investi en vue de produire l'Épice. Afin de soutenir cette production, Rajan utilise dans ses serres d’épices la grande puissance du cœur de Clockwerk.

### La Comtesse
Antagoniste principale des épisodes 4 et 5.
Directrice d'un lugubre pénitencier à Prague, celle-ci travaille pour Interpol. Elle assiste à la capture de Sly et de Murray en Inde après que le gang de Cooper ait vaincu Rajan.
Membre secret du gang de Klaww, elle a développé une technique d'hypnose particulière en se servant de l’Épice pour faire avouer aux prisonniers l’emplacement de leur butin. Après la libération de Sly et de Murray, celle-ci part se réfugier dans son château. Elle-y conserve les yeux de Clockwerk, qui lui permettent d’amplifier son pouvoir hypnotique.

### Jean Bison
Antagoniste principal des épisodes 6 et 7.
Chef de la branche canadienne du Gang de Klaww. Jean Bison a été fait prisonnier de la glace à l’époque de la ruée vers l’or. Désormais réveillé de sa longue hibernation, il est persuadé de vivre dans un monde qui n’a pas changé, continuant son travail de déforestation.  Il a mis en place un système ferroviaire important en vue de transporter l’Épice. Utilisant l’activité bucheronne de la région comme couverture, il se sert des poumons et de l’estomac de Clockwerk afin d’alimenter ses "chevaux ferrés" en continu. Après la mise à l’arrêt de cette activité par le gang Cooper, Jean Bison se réfugie dans sa scierie où il garde précieusement les serres de Clockwerk. Il met en jeu celles-ci pour attirer les bûcherons des alentours afin qu’ils participent aux jeux bûcheronniques… qu’il gagne toujours (notamment en faisant peur aux juges).

### Arpeggio
Antagoniste de l'épisode 8.
Ingénieur en chef du gang de Klaww, c’est un perroquet souffrant d’un complexe dû à sa petite taille et à son incapacité à voler. Pour remédier à cela, il ambitionne de ré-assembler Clockwerk et de fusionner son corps avec lui.

### Sergent Neyla
Antagoniste principale de l'épisode 8.
Jouant un double, voire un triple jeu, celle-ci est d’abord l'équipière de l'inspecteur Carmelita Fox au sein d'Interpol. Cependant, celle-ci va aider en parallèle Sly et son gang dans leur quête pour récupérer les morceaux de Clockwerk. Elle les trahit en livrant Sly et Murray à la justice après la chute de Rajan, puis trahit également Carmelita Fox en l’accusant d’être complice du gang de Cooper. Neyla récupère tous les honneurs de cette triple arrestation et se voit attribuer le grade de capitaine et dotée de gros moyens par Interpol. Neyla va s’en servir pour attaquer la Comtesse de front.
Neyla se révèle finalement membre secrète du gang de Klaww, avant de trahir son patron Arpeggio en fusionnant son propre corps avec la carcasse de Clockwerk.

## Voix françaises
- Cédric Dumond : Sly Cooper
- Yann Pichon : Bentley
- Gilbert Levy : Murray
- Laura Blanc : L'inspecteur Carmelita Montoya Fox
- Sylvain Lemarié : Rajan
- Emmanuelle Bondeville : Sergent Neyla
- Rafaèle Moutier : Contessa
- Jacques Bouanich : Dimitri
- Bruno Magne : Jean Bison, Arpeggio

## Accueil
• Gamekult : 7,6/10
• JeuxActu : 16/20

## Commentaires
Le jeu contient également une démo jouable de Ratchet and Clank 3. Pour pouvoir y jouer, il faut appuyer en même temps sur la touche L1, L2, R1 et R2 pendant l'écran titre.
Il s'agit du seul jeu de la franchise où le joueur ne peut recommencer les missions sans recommencer le jeu.